# NPTL
NPTL (zkrácené anglické Native POSIX Thread Library, doslova knihovna nativních POSIXových vláken) je knihovna implementující POSIXová vlákna pro operační systém Linux. Je součástí GNU C Library od její verze 2.3.3, tedy od srpna 2004.

## Dějiny a architektura
NPTL je podporována Linuxem od řady jádra 2.6, tedy od roku 2003. Předtím nabízel Linux omezeně kompatibilní podporu vláken v uživatelském prostoru v rámci projektu LinuxThreads, který je realizoval za pomoci systémového volání fork určeného pro vytváření procesů. Tento způsob přetrval i v NPTL, ale díky lepší podpoře v jádře umožňuje i jaderná vlákna a podporuje potřebná synchronizační primitiva. Je v něm také podporován symetrický multiprocesing a NUMA. Přitom zachovává zpětnou kompatibilitu pro programy napsané pro LinuxThreads.
Na vytvoření lepšího řešení vláken pro Linux řady 2.6 vznikly původně dva projekty, NGPT (anglicky Next Generation POSIX Threads – POSIXová vlákna nové generace) vyvíjený mimo jiné vývojáři z IBM, a NPTL vyvíjený zejména vývojáři z RedHatu. Oba projekty spolupracovaly a následně se sloučily do NPTL.